# Courte (épée)
 (juillet 2019).
Améliorez-le ou discutez des points à vérifier. 
Courtain ou Courte était le nom de l'épée du chevalier légendaire Ogier le Danois. Son nom est une transcription en français du norrois Kyrr/Kyrrt, tranquille. Son nom français vient du fait qu'on a cru qu'elle avait été brisée, et donc raccourcie, Ogier le Danois n'ayant pas souhaité la reforger. Elle est restée comme telle, depuis lors, selon une recomposition franco-française de la légende.